# Краузе, Ольга Леопольдовна
О́льга Леопо́льдовна Кра́узе (род. 15 марта 1953, Ленинград, СССР) — советский и российский поэт и автор-исполнитель, представитель ленинградского андеграунда, активистка ЛГБТ-движения.

## Биография
Родилась в 1953 год в Ленинграде в семье инженеров-железнодорожников, отец из обрусевших австрийцев, мать полуеврейка, полуполька. В детстве вместе с родителями много ездила по стране.
В конце 1960-х окончила среднюю школу № 75 в Днепропетровске. Потом переехала в Ленинград, где поступила в хоровое училище, посещала изостудию при Доме Культуры имени Кирова, абонементные лекции в Эрмитаже. Начала печатать свои стихи в газете «Гатчинская правда». Участвовала в театр-клубе «Суббота», клубе «Песня» Бориса Потёмкина, ЛИТО Семёна Ботвинника. С 1974 года занималась в ЛИТО Александра Кушнера. Была одним из организаторов творческого объединения «ЭТАП». Состояла в литературном объединении «Маяк».
Вместе с искусствоведом Ольгой Жук принимала участие в создании журнал «Гей, славяне!».
Открытая лесбиянка. В 1980-х годах Ольга Краузе организовала в Ленинграде «Клуб независимых женщин», занимающийся взаимопомощью лесбиянкам и матерям-одиночкам. Вместе с профессором Александром Кухарским является одним из основателей первой в РСФСР официальной ЛГБТ-организации «Ассоциации защиты прав геев и лесбиянок „Крылья“», зарегистрированной 9 октября 1991 года.
В 2006 году издала книгу «Мой путь в музыке». Вологодская писательница Галина Щекина так отзывается о ней: «на обнародование правды о себе нужна большая смелость, так что Ольга прежде всего — мужественный человек, и талантливый».
Переехала в Харьков. Там пережила вторжение России на Украину. Часть её дневников, посвящённые войне, были опубликованы в 2023 году.

## Дискография
- Ольга Краузе. Стихи и песни
- Две луны
- Сорвалась с цепи, 2005
- Вот почему! 2006
- Золотая коллекция 2011
- Иволга 2011
- Романсы 2012
- Ольга Краузе читает стихи 2012